# Comtés de l'État du Dakota du Sud
L’État américain du Dakota du Sud est divisé en 66 comtés (counties).

## Liste des comtés
- Aurora
- Beadle
- Bennett
- Bon Homme
- Brookings
- Brown
- Brule
- Buffalo
- Butte
- Campbell
- Charles Mix
- Clark
- Clay
- Codington
- Corson
- Custer
- Davison
- Day
- Deuel
- Dewey
- Douglas
- Edmunds
- Fall River
- Faulk
- Grant
- Gregory
- Haakon
- Hamlin
- Hand
- Hanson
- Harding
- Hughes
- Hutchinson
- Hyde
- Jackson
- Jerauld
- Jones
- Kingsbury
- Lake
- Lawrence
- Lincoln
- Lyman
- Marshall
- McCook
- McPherson
- Meade
- Mellette
- Miner
- Minnehaha
- Moody
- Oglala Lakota
- Pennington
- Perkins
- Potter
- Roberts
- Sanborn
- Spink
- Stanley
- Sully
- Todd
- Tripp
- Turner
- Union
- Walworth
- Yankton
- Ziebach